# Fondo Nacional de Inversión Ruso
El Fondo Nacional de Inversión Ruso (en ruso: Фонд национального благосостояния России, lit. 'Fondo Nacional de Bienestar de Rusia', en inglés: Russian National Wealth Fund) es un fondo soberano de inversión de Rusia para ayudar al sistema de pensiones nacional a largo plazo. Forma parte del presupuesto público aunque con una contabilidad y gestión independiente, gestionado por el Ministerio de Finanzas de Rusia y las reservas por el Banco de Rusia. Las principales asignaciones del fondo son cofinanciar los ahorros provisionales voluntarios de los ciudadanos rusos y equilibrar el presupuesto para las pensiones.

## Estructura
En 2004 la ley federal número 184 crea el Fondo de Estabilización para gestionar los ingresos por la producción y exportación de productos derivados del petróleo y gas natural. 
El 1 de febrero de 2008, por la ley número 63-FZ, finaliza el Fondo de Estabilización vigente en ese momento y el gobierno ruso crea dos sustitutos, el Fondo de Reserva y el Fondo Nacional de Inversión. El Fondo de Reserva invierte en el extranjero en valores estables pero de bajo rendimiento para poder utilizarse si caen los ingresos por petróleo o el gas natural. El Fondo Nacional de Inversión fue creado para garantizar la cofinanciación de los ahorros de pensiones voluntarios de los ciudadanos de la Federación de Rusia y mantener el equilibrio (para cubrir el déficit) del presupuesto del fondo de pensiones ruso. El Fondo de Reserva recibió el equivalente a 125 mil millones de dólares y el Fondo Nacional de Riqueza recibió 32 mil millones de dólares. 
El 1 de enero de 2010, con la ley número 245-FZ, se suspenden hasta principios de 2014 los ingresos en el Fondo de Reserva y el Fondo Nacional de Inversión, la aportación de la gestión de activos, o la gestión independiente de los ingresos y gastos por el petróleo y gas, sino que pasa todo a ingresar los gastos del presupuesto federal. 

## Financiación
Los ingresos por petróleo y gas del presupuesto federal se componen de lo siguiente: 
- impuesto a la producción de petróleo y gas natural;
- aranceles por exportación sobre el petróleo, gas natural y sobre productos petrolíferos.

Cada año, parte de estos ingresos se utiliza para financiar gastos del presupuesto federal. La cantidad de ingresos a transferir al presupuesto por los beneficios dependen de una ley federal y se ingresan cada año fiscal, y es un máximo del 3.7% del PIB proyectado en el año correspondiente. 
Después de que la transferencia se ejecuta completamente, los ingresos restantes se acumulan en el Fondo de Reserva. El tamaño reglamentario del Fondo de Reserva, delimitado también por una ley sobre el presupuesto, corresponde al 10% del PIB proyectado. Siempre que el Fondo de Reserva alcanza el límite antes mencionado, los ingresos restantes del petróleo y el gas se transfieren al Fondo Nacional de Inversión. Los ingresos por petróleo y gas del presupuesto federal, el Fondo de Reserva y el Fondo Nacional de Inversión se contabilizan en cuentas presupuestarias federales separadas del Tesoro Federal del Banco de Rusia. 
Otros ingresos en efectivo son rendimientos resultantes de su gestión de activos. 
El Ministerio de Finanzas es responsable de los ingresos y gastos de los impuestos al petróleo y el gas en el presupuesto federal, las transferencias y la gestión de los fondos de inversión. 

## Descripción
El Fondo Nacional de Inversión se diseñó para recibir las ganancias de las inversiones o cualquier excedente que el Fondo de Reserva pudiera recibir. Es decir, el Fondo de Reserva esta limitado al 10% del PIB ruso, todo el excedente de ingresos debe ir al fondo de inversión. El 1 de septiembre de 2016 acumuló 72.710 millones de dólares de impuestos y derechos sobre la producción o exportación nacional de petróleo y gas.  
Según el Ministerio de Finanzas, los títulos de deuda extranjera en los que el fondo puede invertir deben tener un mínimo en calificaciones de riesgos, según Fitch Group o Standard & Poor's de nivel AA- o superior, por Moody's de nivel Aa3. A pesar de esto, el fondo acordó comprar el 17 de diciembre de 2013, 15.000 millones de dólares en eurobonos de Ucrania, a pesar de que tenían calificaciones crediticias más bajas en ese momento.
El fondo se caracteriza de otros fondos globales al reunir inversiones en la propia economía nacional en lugar de invertirlo todo en el extranjero, para así proporcionar un impulso a la modernización del país. Otros países como Indonesia están siguiendo el ejemplo de Rusia en la gestión de un Fondo Nacional de Riqueza, según se informa en 2020.
El Fondo Nacional de Riqueza de Rusia se fusionó en 2017 con el resto del Fondo de Reserva soberano de Rusia. El fondo de reserva se creó durante años con las ganancias de las exportaciones de petróleo, pero a finales de 2017, en medio de los bajos precios del petróleo, fue cerrado y dejó de existir.

## Tamaño del fondo
| Evolución del fondo desde 2008 hasta 2021 | Evolución del fondo desde 2008 hasta 2021 | Evolución del fondo desde 2008 hasta 2021 | Evolución del fondo desde 2008 hasta 2021 |
| Fecha                                     | dólares                                   | millones de rublos                        | % PIB                                     |
| ----------------------------------------- | ----------------------------------------- | ----------------------------------------- | ----------------------------------------- |
| 01.01.2021                                | 183.360.000.000                           | 13545660                                  | 11,7%                                     |
| 01.01.2020                                | 125.560.000.000                           | 7773060                                   | 6,8%                                      |
| 01.01.2019                                | 58.100.000.000                            | 4036050                                   | 3,7%                                      |
| 01.01.2018                                | 65,150.000.000                            | 3752940                                   | 3,6%                                      |
| 01.01.2017                                | 71,870.000.000                            | 4359160                                   | 4,7%                                      |
| 01.01.2016                                | 71,720.000.000                            | 5227180                                   | 6,1%                                      |
| 01.01.2015                                | 78.000.000.000                            | 4388090                                   | 5,3%                                      |
| 01.01.2014                                | 88.630.000.000                            | 2900640                                   | 4,0%                                      |
| 01.01.2013                                | 88.590.000.000                            | 2690630                                   | 4,0%                                      |
| 01.01.2012                                | 86.790.000.000                            | 2794430                                   | 4,6%                                      |
| 01.01.2011                                | 88.440.000.000                            | 2695520                                   | 5,8%                                      |
| 01.01.2010                                | 91.560.000.000                            | 2769020                                   | 7,1%                                      |
| 01.01.2009                                | 87.970.000.000                            | 2584490                                   | 6,3%                                      |
| 01.02.2008                                | 32.000.000.000                            | 783,310                                   | 1,9%                                      |